# Nudo infinito
El nudo infinito es un nudo simbólico usado en el budismo tibetano.

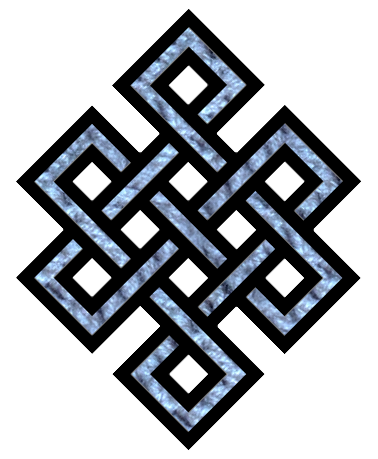
El nudo infinito

Dado que el nudo no tiene principio ni fin, simboliza la infinita sabiduría de Buda (563 a. C.- 483 a. C.). El mismo motivo puede encontrarse en el arte de China como uno de los ashta mangala (‘ocho símbolos auspiciosos’).

## Otros nombres
Se conoce como srivatsa en sánscrito, y dpal be'u en tibetano.

## Interpretaciones
Se trata de un antiguo símbolo que representa la interrelación del camino espiritual, el flujo del tiempo y el movimiento dentro de aquello que es eterno. Toda existencia, nos dice, está vinculada con el tiempo y el cambio, para finalmente descansar serenamente en una mente libre de confusión, una mente que ha generado el logro búdico.
Es la unión de prajñā (sabiduría) y upāsana (método).
Representa en entretejido de la verdad absoluta y la ilusion relativa (Buda)

## Cómo dibujar un nudo infinito
- Dibuje los vértices A, B, C, D del cuadrado ABCD.
- Dibuje E, el punto medio del segmento AB.
- Dibuje F, el punto medio del segmento BC.
- Dibuje G, el punto medio del segmento CD.
- Dibuje H, el punto medio del segmento DA.
- Dibuje I, el punto medio del segmento AE.
- Dibuje J, el punto medio del segmento EB.
- Dibuje K, el punto medio del segmento BF.
- Dibuje L, el punto medio del segmento FC.
- Dibuje M, el punto medio del segmento CG.
- Dibuje N, el punto medio del segmento GD.
- Dibuje O, el punto medio del segmento DH.
- Dibuje P, el punto medio del segmento HA.

- Dibuje el segmento AI.
- Dibuje el segmento IN dejando un espacio en el medio.
- Dibuje el segmento NG.
- Dibuje el segmento GE dejando un par de espacios en 1/4 y 3/4 del segmento.
- Dibuje el segmento EJ..
- Dibuje el segmento JM dejando un espacio en el medio.
- Dibuje el segmento MC.
- Dibuje el segmento CL.
- Dibuje el segmento LO dejando un par de espacios a 1/4 y 3/4 del segmento.
- Dibuje el segmento OH.
- Dibuje el segmento HF dejando un espacio en el medio.
- Dibuje el segmento FK.
- Dibuje el segmento KP dejando un par de espacios a 1/4 y 3/4 del segmento.
- Dibuje el segmento PA.

Borre los puntos D y B, y el dibujo estará hecho.

## Nudos infinitos en otras culturas
Los nudos infinitos, procedentes de símbolos místicos y mitológicos, se han desarrollado independientemente en diversas culturas. Un ejemplo bien conocido son los diferentes nudos celtas.